# El monstruo marino (Durero)

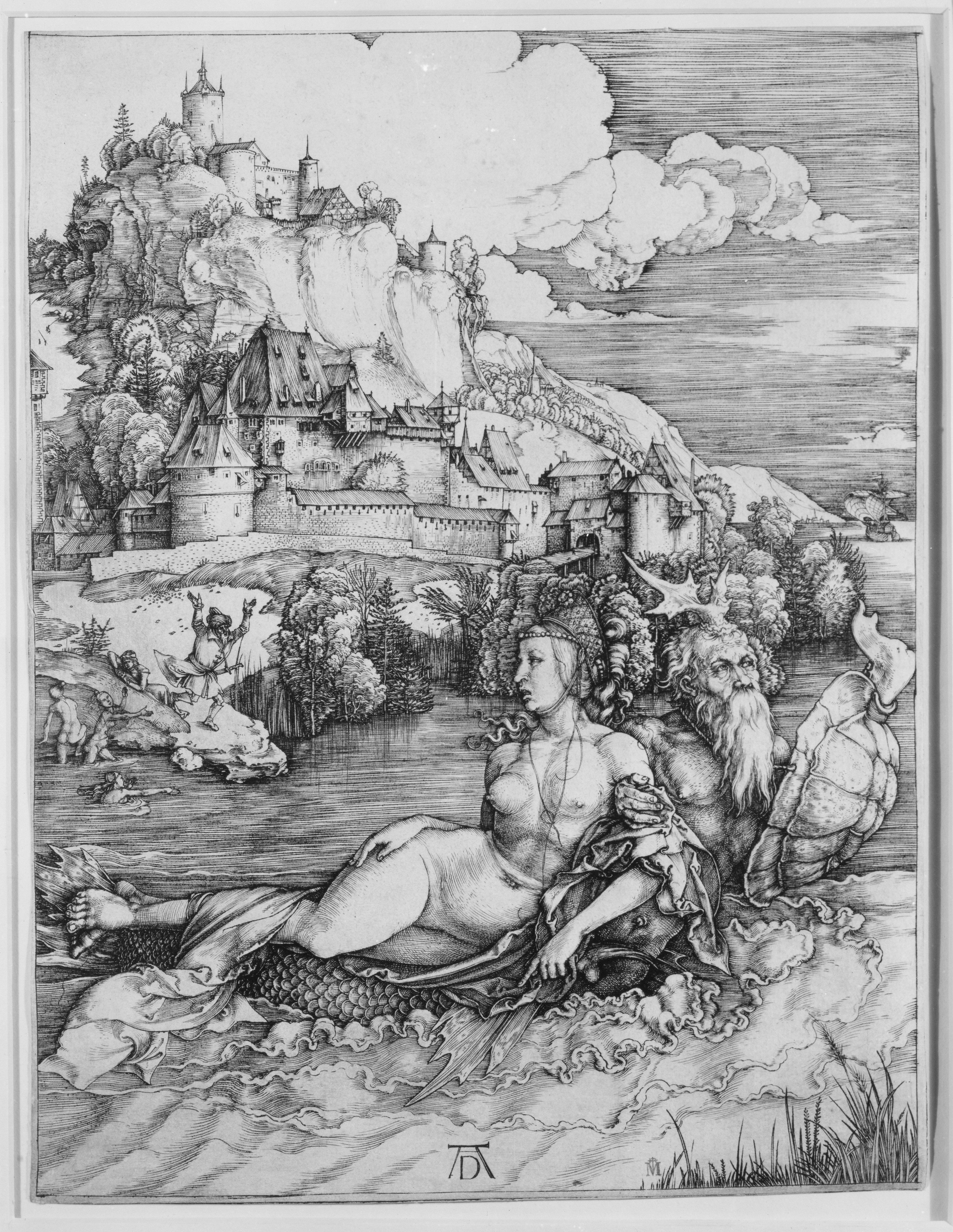
El monstruo marino, 25,2 × 18,7 cm.

El monstruo marino (en alemán: Das Meerwunder) es un grabado sobre cobre del maestro renacentista alemán Alberto Durero. Muestra a una voluptuosa mujer desnuda tendida sobre la espalda de un tritón, una criatura masculina mitad hombre, mitad pez. El híbrido lleva barba y también unas astas sobre la frente, mientras que su parte inferior está cubierta de escamas. La mujer aparentemente ha sido arrebatada y arrastrada lejos de la orilla del río; sus compañeras se muestran saliendo del agua en pánico, levantando los brazos en protesta o acostadas llorando. La mujer lleva un extravagante tocado milanés y su boca está abierta en un grito mientras mira hacia atrás a sus amigas en la distancia. A pesar de la mirada de la mujer hacia la ribera y su boca abierta, su relajada pose de Venus sugiere a algunos críticos que no está demasiado preocupada por su difícil situación.
Por esta razón, el escritor Jonathan Jones describió el grabado como una "imagen preocupante y maravillosa de lo erótico", mientras que el historiador Walter L. Strauss señala que su secuestro mientras se bañaba en el río puede ser un dispositivo para legitimar su desnudez. Una fortaleza se encuentra en la roca por encima del río; elementos de su estructura se hacen eco del Kaiserburg en Nuremberg.
Este grabado es uno de los primeros intentos de Durero de anatomía y proporción, completado antes de que pudiera llegar a lo que vio como el canon de la belleza humana en su Adán y Eva de 1504. La imagen se puede fechar aproximadamente debido a un estudio de desnudo similar conservado en la Albertina de Viena que Durero firmó y fechó en 1501. Una copia manierista bien considerada se completó hacia 1550 en Alemania, que muestra la escena en imagen especular. La copia está firmada por "IoHann Von Essen"

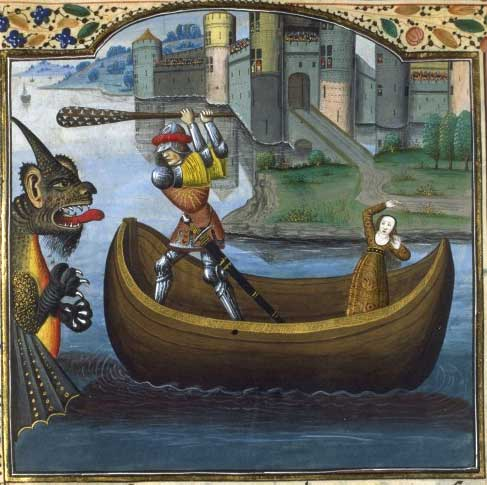
Heracles salva a Hesione. Miniatura medieval que muestra a Hércules luchando contra una bestia marina.

No se sabe qué cuento clásico o contemporáneo específico trató de ilustrar Durero; se sabe que sintetizó diferentes fuentes y reunió motivos en una sola imagen. El secuestro de una mujer por un dios del agua es una de las concepciones mitológicas griegas más antiguas y un tema que fascinó a los hombres hasta el Renacimiento. Durero añade una capa de complejidad a la escena en el sentido de que la mujer no parece demasiado molesta por su destino.
Vasari dio una descripción temprana de la obra, a través de una vaga descripción de una imagen de una ninfa ambientada en el mundo antiguo. interpretaciones recientes mencionan el secuestro de Escila por el demonio marino Glauco, o el secuestro de Hesione por un monstruo. Otras especulaciones se centran en Anna Perenna, que escapa de Eneas con la ayuda de un dios del agua con cuernos. La historiadora del arte Jane Campbell Hutchison sugiere que el tocado milanés puede referirse a la reina lombarda Teodelinda, que también fue secuestrada por un monstruo marino. La figura tritonesca con cuernos se hace eco de una descripción dada por Poggio Bracciolini de un monstruo marino que había aterrorizado la costa adriática a principios del siglo XV.